# Abasto (Buenos Aires)
El Abasto es una zona de la ciudad de Buenos Aires que se encuentra repartida entre los barrios de Balvanera y Almagro. Toma su nombre del antiguo Mercado de Abasto de Buenos Aires (cuya fachada principal es obra del arquitecto Viktor Sulčič) y es el centro de este barrio no oficial. Está ubicado en Avenida Corrientes al 3200 y es en esta zona de la ciudad dónde se crio el cantante Carlos Gardel, conocido por ese motivo como El Morocho del Abasto. El mercado fue cerrado en el año 1984, siendo reabierto en 1998, ahora convertido en el centro comercial Abasto de Buenos Aires.
El barrio es reconocido como uno de los barrios más tangueros de la ciudad y allí existe el Pasaje Carlos Gardel, continuación de la calle Humahuaca y en cuya esquina frente al mercado hay una estatua a Gardel junto a la cual se encuentra un monumento al bandoneón. Se han incorporado también en el pasaje esculturas que conmemoran a otras figuras sobresalientes del género como Tita Merello, Aníbal Troilo, Roberto Goyeneche, Alberto Castillo y Astor Piazzolla.

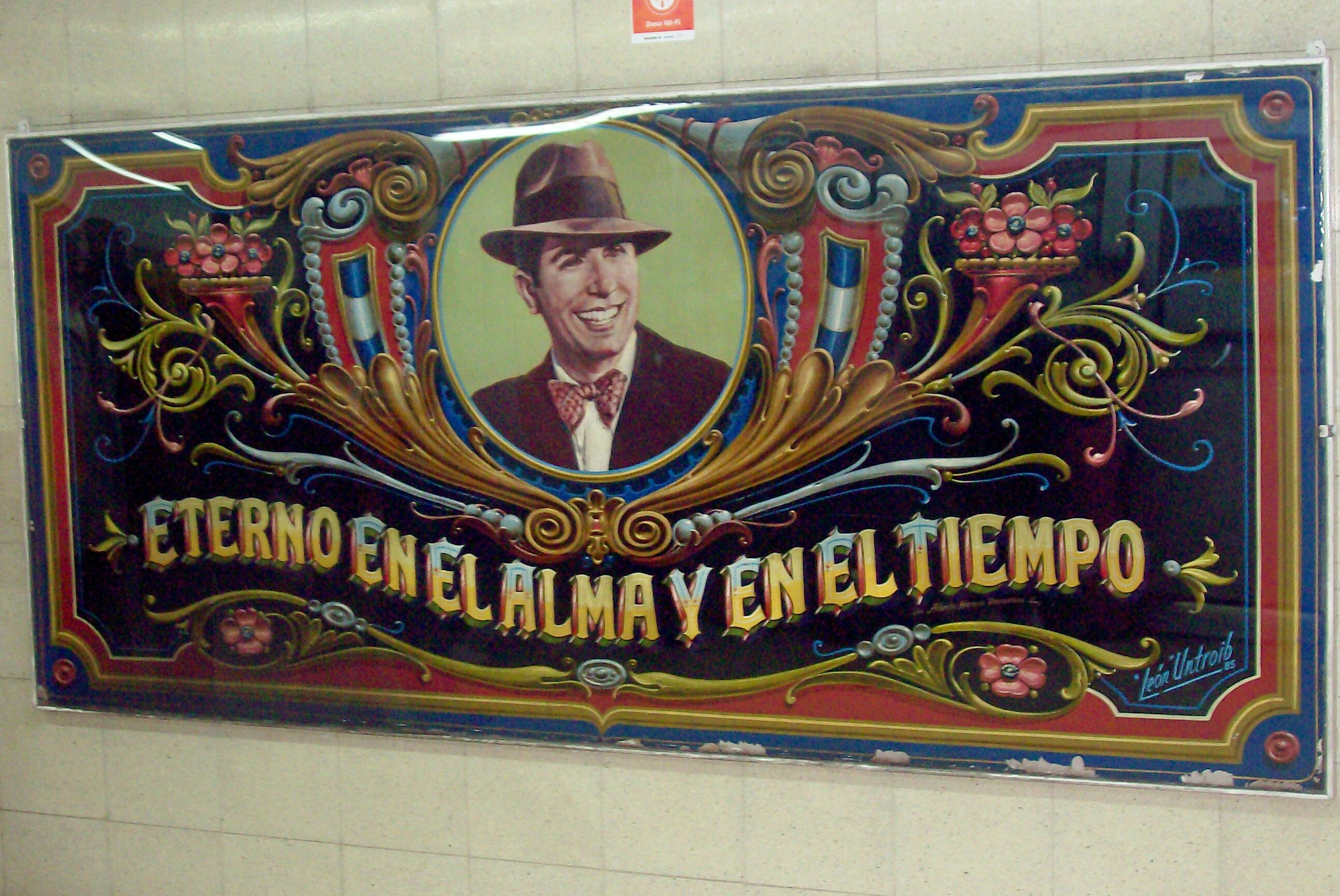
Retrato de Carlos Gardel en la estación de subterráneo que recibió su nombre, obra del fileteador León Untroib.

## Impacto cultural
Con su diseño sobre Lavalle inicialmente inspirado en Les Halles de París aunque luego la parte más conspicua y original sobre Corrientes se caracteriza por un singular art deco con visos de brutalismo, el mercado dejó de funcionar con sus puestos de frutas y verduras a mediados de los años ochenta. Las instalaciones fueron vendidas en subasta pública por la antigua casa de remates Onganía y Bonifazi S.R.L. en el año 1984 y durante más de diez años conoció el abandono pero no el olvido. A finales de la década de 1990, la aparición de capitales extranjeros reflotó su recuperación y provocó la reapertura del viejo mercado, que fue convertido en un moderno centro de compras de 120 mil metros cuadrados e inaugurado en noviembre de 1998. A partir de entonces, la zona recuperó brillo y el Abasto se transformó en centro cultural, turístico y recreativo.
Marzo de 2000 es la fecha en la que se inauguró la estatua de Carlos Gardel en la esquina del pasaje que lleva su nombre. Montada sobre un pedestal de granito rojo de un metro sesenta, la figura que homenajea al Morocho del Abasto alcanza los 2,40 metros y fue realizada por el escultor Mariano Pagés. Ubicado en Jean Jaures 735 se encuentra el Museo Casa Carlos Gardel, lugar donde el también llamado Zorzal Criollo vivió en su juventud junto a su madre Berta Gardés.
Hoy, el barrio del Abasto alberga a artistas, artesanos, músicos, galerías de arte, atelieres, centros culturales, museos y teatros independientes como El Cubo, Teatro Ciego, El Portón de Sánchez, Espacio Callejón y Ciudad Cultural Konex, entre otros. Se encuentran por la zona sucursales de bares y pizzerías de las más importantes de la ciudad y restaurantes reconocidos como las pizzerías Belén y La Reina, la Cantina Don Carlos, Gratto, La Casa del Queso o Los Trujillanitos. Luca Prodan de la banda Sumo, escribió la canción «Mañana en el Abasto» en su último disco After Chabón, haciendo referencias a este tradicional barrio tanguero donde vivió en la década del '80. Además, varias cadenas hoteleras internacionales se ven interesadas en instalarse allí y actualmente es el centro de un boom inmobiliario.
Los bares y restaurantes abundan por la zona. El más destacado tal vez sea El Banderín en Guardia Vieja 3601 esquina Billinghurst, abierto en 1929 como El Asturiano por sus mesas han pasado entre otros Angel Firpo, Adolfo Pedernera, Pascualito Pérez, y Tato Bores. En la zona también se ubican El Imaginario Cultural, Musetta Caffé, Guarda La Vieja y entre muchos más, El Destino, bar en el que solía parar Luca Prodan cuando vivió a pocos metros de la esquina de Humahuaca y Gallo.

## Historia

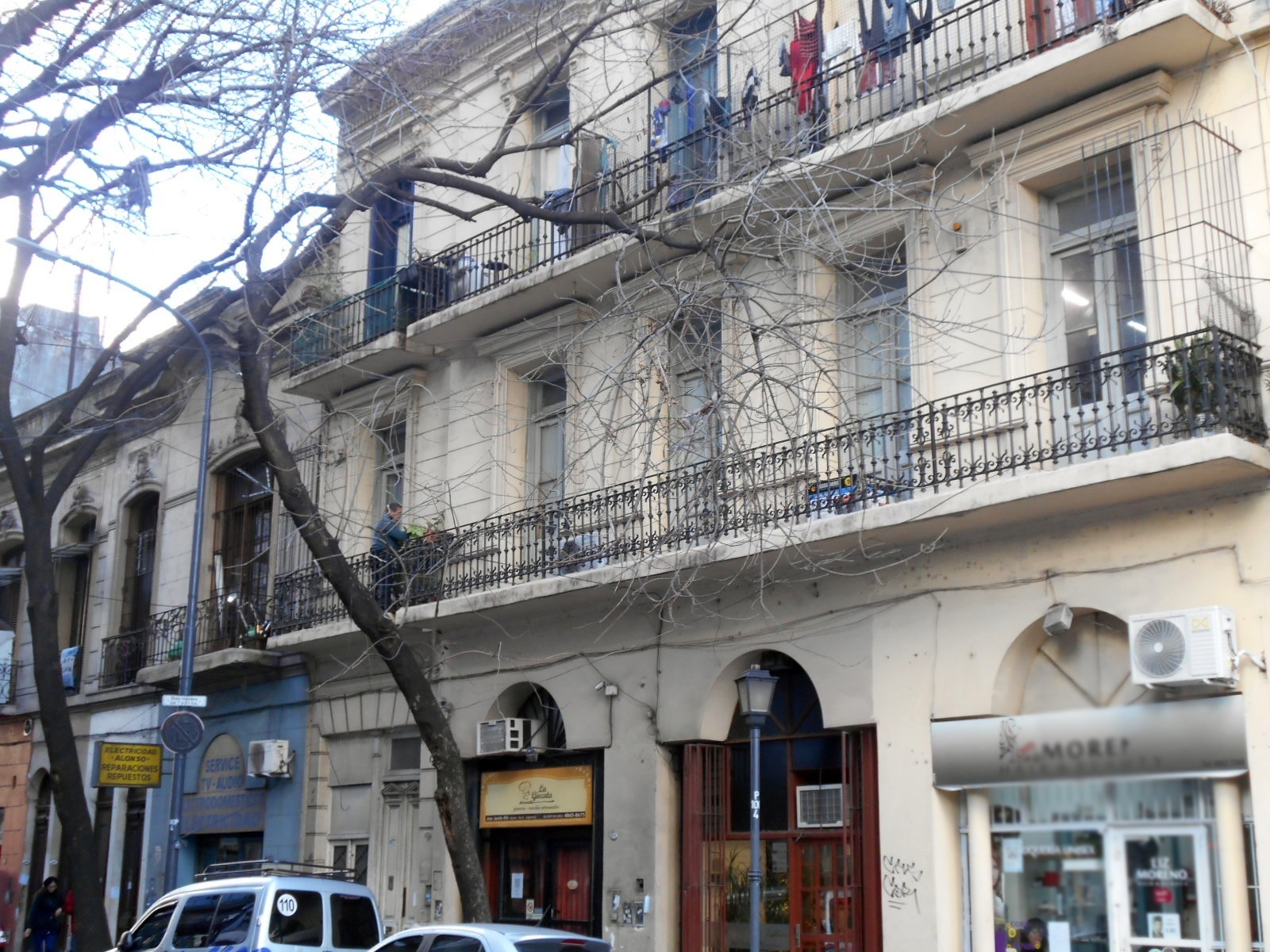
Viviendas del antiguo Barrio de Abasto

La historia del Abasto (cuyo mercado original -con su fachada que todavía se conserva sobre la Calle Lavalle- fue inaugurado en 1893) está indisolublemente unida a la del tango. El Bar Garibotto de Avenida Pueyrredón y San Luis fue uno de los primeros reductos donde se bailó. Allí tenían su paradero el acordeonista Angel Villoldo, autor del famoso "El Choclo", Enrique Cadícamo o el actor Pepe Arias. En la esquina de Tucumán y Anchorena o en Agüero y Lavalle podía verse a principios del 1900 a Ovidio José Bianquet, más conocido como El Cachafaz, considerado el mejor bailarín de la historia del tango.
Por los años '20 lo común en esta zona eran las peleas entre rufianes y malevos a los que se sumaban las patotas de niños bien, más conocidas como "indiadas" que solían llegar a los suburbios para provocar a los compadritos. Personajes de la alta sociedad como Aaron Anchorena o Jorge Newbery eran parte de la indiada. Los bailes eran frecuentemente interrumpidos por grandes trifulcas que comenzaban en los bares para terminar luego a tiros y puñaladas. En uno de estas peleas José "Cielito" Traverso, famoso guapo del Abasto y uno de los dueños del Bar O'Rondeman de Agüero y Humahuaca, mató a uno de la familia Argerich y debió exiliarse en Uruguay. En este bar debutó Carlos Gardel bajo el amparo de Alberto "Don Yiyo" Traverso, hermano de "Cielito" allá por 1910.

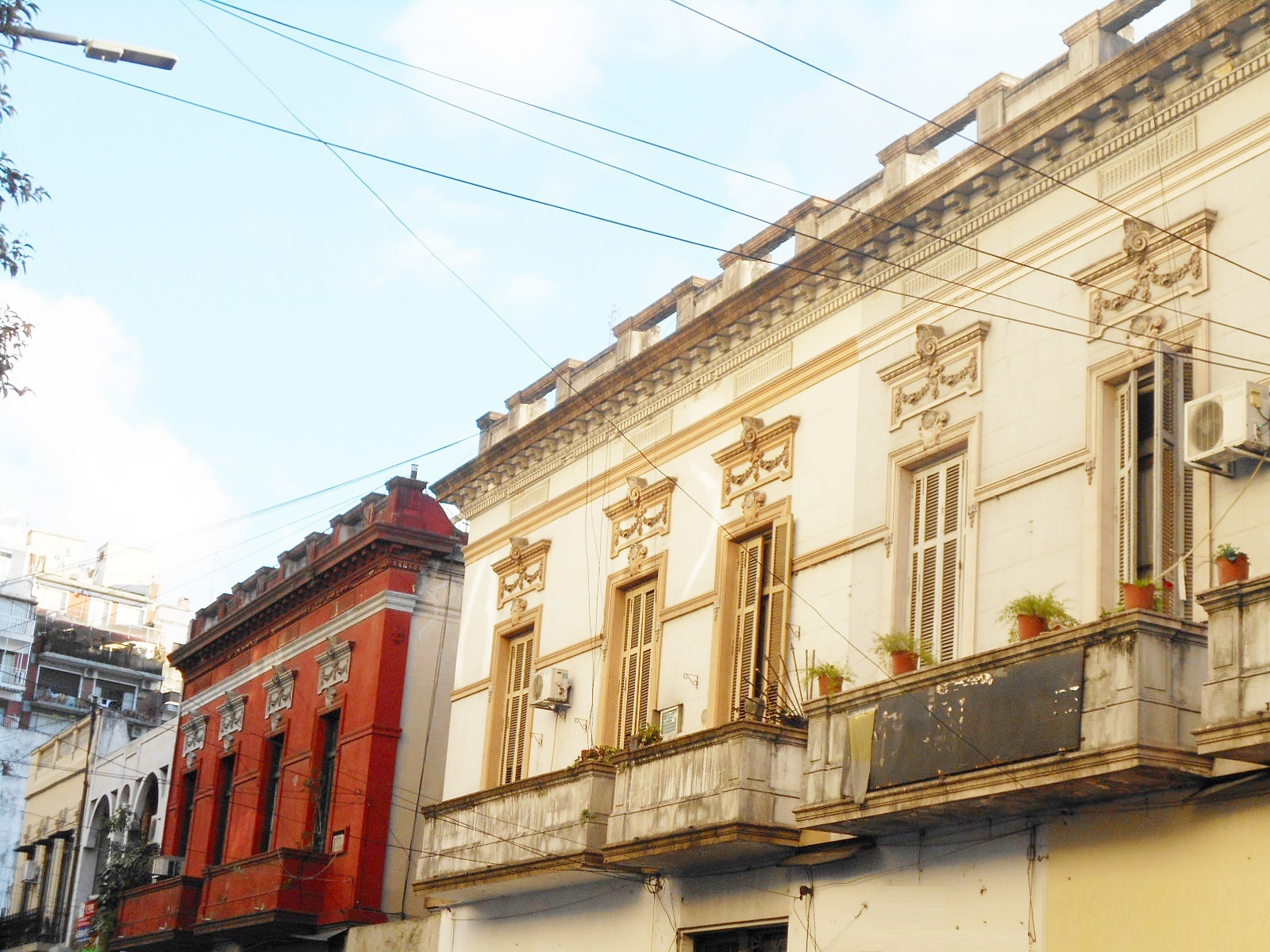
Balcones del antiguo Barrio de Abasto

En los alrededores siempre hubo además de fondas y bares, hospedajes, conventillos, prostíbulos y claro, comités políticos. Gardel no solamente cantaba en el café de los caudillos Traverso, también lo hacía en el comité conservador contiguo. Importantes payadores cantaban en comités. Por aquellos años, los comités eran uno de los principales lugares para la difusión del arte local. En el Abasto se conoció con los payadores y cantores criollos José Betinotti y Ambrosio Río y nada más y nada menos que con el que fuese su amigo, compañero artístico y administrador, el uruguayo José Razzano, en ocasión de celebrarse una reunión privada en casa de un pianista de apellido Gigena. El tango porteño hizo furor en los años siguientes en la cultura argentina y los cantores de cafetines y comités pasaron con la ayuda de la edición de discos a ser los grandes portavoces del canto criollo, desplazando así a los payadores.
Aníbal Troilo, «el bandoneón mayor de Buenos Aires» nació en 1914 en el barrio del Abasto y los cantantes Roberto Rufino y Virginia Luque también. El maestro Osvaldo Pugliese supo vivir en una época en Corrientes al 3742 y los hermanos Lucio Demare (compositor de tangos y director de orquesta) y Lucas Demare (músico devenido director de cine) habitaron esta zona. En 1955 se estrena "Mercado de Abasto" filme dirigido por Lucas y con música de Lucio Demare y la actuación de la legendaria Tita Merello y el popular cómico Pepe Arias. En él se puede apreciar al mercado como era en su aspecto y en su actividad cotidiana por esos años.